# ماری دولاتر
ماری دولاتر (فرانسوی: Marie Delattre‎؛ زادهٔ ۴ مارس ۱۹۸۱) قایقران کایاک اهل فرانسه است.